# 13064 Haemhouts
13064 Haemhouts este un asteroid din centura principală de asteroizi.

## Descriere
13064 Haemhouts este un asteroid din centura principală de asteroizi. A fost descoperit pe 6 august 1991 la Observatorul La Silla de Eric Walter Elst. Asteroidul prezintă o orbită caracterizată de o semiaxă mare de 2,38 ua, o excentricitate de 0,13 și o înclinație de 7,4° în raport cu ecliptica.